# Epiphragma parvilobum
Epiphragma parvilobum är en tvåvingeart som beskrevs av Alexander 1931. Epiphragma parvilobum ingår i släktet Epiphragma och familjen småharkrankar. Inga underarter finns listade i Catalogue of Life.